# ギャレット・ムアグトゥティア
ギャレット・ムアグトゥティア（Garrett Muagututia、1988年2月26日 - ）は、アメリカ合衆国の男子バレーボール選手。アメリカ代表。

## 来歴

### クラブチーム
カリフォルニア州オーシャンサイド出身。カリフォルニア大学ロサンゼルス校卒業後、2010年、スペイン2部リーグの Voley Guadaへ入団。2011/12シーズンはフィンランドのRaision Loimuと契約し、1年間プレーした。2012/13シーズンはイタリアセリエA2のPallavolo Impavida Ortonaでプレーした。2013/14シーズンはポーランドプラスリーガのBKS Visła Bydgoszczでプレーした。2014/15シーズンから2年間は中国のFujianで、2016/17シーズンはTianjin Food Groupでプレーした。2017/18シーズンはポルトガルのSporting CPと契約し、リーグ優勝に貢献した。2018/19シーズンはPAOKテッサロニキへ移籍し、ギリシャリーグで準優勝、ギリシャカップで優勝しMVPを受賞した。2019/20シーズンはイタリアセリエA1のAluron CMC Warta Zawiercieでプレーした。2020/21シーズンはポーランドプラスリーガのAluron CMC Warta Zawiercieと契約し1年プレーした。2021/22シーズンはエジプトのAl-Ahly SCと契約し、リーグ3位、アフリカクラブ選手権で優勝した。2023/24シーズンは再びエジプトのAl-Ahly SCでプレーする。

### 代表チーム
2011年、シニア代表に初選出され、同年のパンアメリカンカップでデビュー。2012年のパンアメリカンカップで金メダルを獲得した。2014年、ワールドリーグで金メダルを獲得した。同年9月の世界選手権に出場した。2015年、ワールドリーグに出場し銅メダルを獲得した。2017年、ワールドリーグに出場し4位となった。2019年9月に日本で開催されたワールドカップでは銅メダルを獲得した。2021年の東京五輪に出場した。2022年、ネーションズリーグで銀メダルを獲得した。2023年、パリ五輪予選/ワールドカップにてパリ五輪出場権に貢献した。

## 球歴
- オリンピック - 2021年、2024年
- 世界選手権 - 2014年、2022年
- ワールドカップ - 2019年、2023年
- ネーションズリーグ - 2019年、2021年、2022年、2023年
- グラチャン - 2013年、2014年、2015年、2016年、2017年

## 受賞歴
- 2019年 - ギリシャカップ MVP

## 所属クラブ
- カリフォルニア大学ロサンゼルス校
- Voley Guada（2010-2011年）
- Raision Loimu（2011-2012年）
- Pallavolo Impavida Ortona（2012-2013年）
- BKS Visła Bydgoszcz（2013-2014年）
- Fujian（2014-2016年）
- Tianjin Food Group（2016-2017年）
- Sporting CP（2017-2018年）
- PAOK テッサロニキ（2018-2019年）
- BluVolley Verona（2019-2020年）
- Aluron CMC Warta Zawiercie（2020-2021年）
- Al-Ahly SC（2021-2022年）
- Jakarta Bhayangkara Presisi（2022-2023年）
- Al-Ahly SC（2023-）